# KNobelpreis
Der KNobelpreis war eine Rätsel-Fernsehsendung in Deutschland. Sie wurde erstmals 2004 im Bildungskanal BR-alpha und im Internet veröffentlicht. Die dritte und letzte Ausgabe des Rätsels, der KNobelpreis 2006/07, startete am 14. Oktober 2006 und endete mit dem Finale am 5. Mai 2007. 
Die Fragen entstammen verschiedenen Themengebieten, haben aber alle einen Bezug zu Bayern. 
Autor des KNobelpreises war CUS, ein bis zu seinem Tod nur unter diesem Pseudonym bekannter hauptberuflicher Rätselautor, der auch für das große Rätselrennen im Magazin der Süddeutschen Zeitung verantwortlich war.

## Modus
Die 26 Fragen des KNobelpreises wurden im Wochenrhythmus in BR-alpha und im Internet veröffentlicht. Die einzelnen Fragen bestanden jeweils aus einem kurzen etwa dreiminütigen Film. Zu jeder Frage wurden kleine Wochenpreise vergeben. Zusätzlich war eine Gesamtlösung zu ermitteln, die sich aus Zusatzfragen zu den Filmen ergab. 
Etwa ein halbes Jahr (26 wöchentliche Fragen) nach dem Erscheinen der ersten Fragen war Einsendeschluss. Die Einsender der richtigen Gesamtlösung erhielten eine Urkunde. In den einzelnen Ausgaben lag die Zahl der korrekten Gesamtlösungen jeweils im Bereich 40 bis 50. Die Gewinner der Hauptpreise wurden in einem Finale in einer Art Schnitzeljagd ermittelt.